# 沙河水库 (洋县)
沙河水库是中国陕西省汉中市洋县境内的一座水库，位于沙河上，建于1958年。水库正常库容为800万立方米，集雨面积为105平方千米，海拔为494米。
阳安铁路从其上游掠过。